# Grande Côte Opérations
Grande Côte Opérations SA (GCO) ist ein Bergbauunternehmen, das in Senegal die Gewinnung von Schwermineralien betreibt und sie als Industriemineralien exportiert. Insbesondere hat das Unternehmen eine Konzession als Tagebau zum Auswaschen abbauwürdiger Schwermineralseifen mit Zirkon in den Küstendünen entlang der Grande-Côte. Auf 20 Kilometer Länge wird in der Gemeinde Darou Khoudoss zwischen Darou Fall Diogo und Lompoul-sur-Mer in den Küstendünen der Abbau von Zirkonsanden betrieben. Das Mineral ist einer der wichtigsten Bodenschätze des Landes mit einer Jahresproduktion von rund 55.000 Tonnen. Das Werksgelände hat einen 21 Kilometer langen Gleisanschluss nach Mékhé zur Eisenbahnstrecke Dakar–Saint-Louis und von dort zum Tiefwasserhafen Port autonome de Dakar.
Das Unternehmen GCO wurde 2014 gegründet als Joint Venture der französischen Eramet mit der australischen Mineral Deposits Limited (MDL), die seit 2004 durch Erkundungsbohrungen die Ergiebigkeit der Lagerstätte erwiesen hatte. 2018 übernahm Eramet 100 Prozent der MDL-Anteile. Durch das Minenprojekt wurden bis zu 2500 Arbeitsplätze geschaffen. Der Staat hält als Anteilseigner 10 Prozent des Kapitals.
In einem Flachwasserbecken auf dem Werksgelände pumpt ein Schwimmbagger bis zu 7.000 Tonnen Rohmaterial pro Stunde in eine Konzentrationsanlage, wo die Bestandteile nach unterschiedlichen Dichten ausgewaschen werden. Quarzsand als Hauptbestandteil lässt sich als leichtestes Material einfach abtrennen und wird auf dem von GCO ausgebeuteten Dünengebiet zu dessen Wiederherstellung wieder ausgebracht. Die Ausbeute an Mineralsanden beträgt 1 bis 2 Prozent; neben Zirkon (rund 55.000 Tonnen) handelt es sich vor allem um Ilmenit (rund 500.000 Tonnen), Leucoxen und Rutil. Die nutzbaren Sande durchlaufen in einer Trennanlage unterschiedliche Verfahren, etwa eine magnetische oder eine elektrostatische Trennung. Die Mineralien werden dann, entweder als Schüttgut oder in großen Säcken verpackt, per Bahn in den Hafen von Dakar gebracht und an Kunden in der ganzen Welt geliefert, vor allem an Industrie- und Keramikunternehmen wie Imerys und Compagnie de Saint-Gobain. Der Energieversorgung dient ein 36 MW Ölkraftwerk auf dem Betriebsgelände.
Das Konzessionsgebiet bedroht die einzige Sandwüste Senegals, die Lompoul-Wüste.